# الملح القديم
هو عبارة عن بحار قديم يقوم بدور الراوي، أو الحكاواتي الذي يروي قصص البحر إن كثير من تاريخ وتقاليد البحارة تنقل من جيل إلى جيل عن طريق هذه القصص البحرية، كما تروى وتعاد روايتها من قبل هؤلاء الرواة. وقد تكون هذه الروايات البحرية حقيقية، أو أنصاف حقيقية، أو كاذبة. وعلى أية حال فإن هذه القصص تعزز دائما سمعة البحارة.
وفي البحرية الأمريكية فإن مصطلح «الملح القديم» عبارة عن لقب يطلق على الضابط في الخدمة المسؤول عن شؤون الحرب والأطول خدمة بين أقرانه. وإن هذا اللقب الذي يحمله حاليا الأدميرال Kurt W. Tidd ، قائد القيادة الأمريكية الجنوبية، يكرم الضابط الذي يتمتع بأقدم المؤهلات في شؤون الحرب اللحرية 